# Grundsätze ordnungsgemäßer Insolvenzverwaltung
Die Grundsätze ordnungsgemäßer Insolvenzverwaltung (GOI) definieren Standards für gerichtlich bestellte Sachverständige, (vorläufige) Insolvenzverwalter, Sonderinsolvenzverwalter, (vorläufige) Sachwalter und Treuhänder (im Folgenden „Insolvenzverwalter“ genannt) in Insolvenz(eröffnungs)verfahren. In einem Katalog von Kriterien werden Anforderungen an die Person des Insolvenzverwalters, seine sachliche und personelle Kanzleiausstattung sowie für die Verfahrensabwicklung definiert.
Der durch eine akkreditierte Zertifizierungsgesellschaft zu testierende Nachweis der Beachtung der Grundsätze ordnungsgemäßer Insolvenzverwaltung soll bei Bestellentscheidungen für Insolvenzverwalter den vom Bundesverfassungsgericht – BVerfG 3. August 2004 – 1 BvR 135/00 – geforderten Nachweis der Eignung darstellen.
Adressaten des Testats sind damit in erster Linie Gerichte im Rahmen ihrer Bestellentscheidung nach §§ 21, 56 InsO sowie Gläubigerausschüsse im Rahmen ihres Vorschlagrechts nach § 56a InsO.  

## Ausgangssituation
Gemäß § 56 InsO ist eine für den Einzelfall geeignete, insbesondere geschäftskundige und von den Gläubigern und dem Schuldner unabhängige Person zum Insolvenzverwalter zu bestellen.
Die Bestellung des Insolvenzverwalters obliegt dem Insolvenzrichter gem. §§ 21, 56 InsO. Seit dem 1. März 2012 haben die Gläubiger darüber hinaus unter gewissen Voraussetzungen ein verpflichtendes Vorschlagsrecht gem. § 56a InsO. Zudem hat die Gläubigerversammlung gem. § 57 InsO das Recht, einen anderen als den vom Gericht eingesetzten Verwalter zu wählen.
Jahrzehntelang wurde die Bestellpraxis der Insolvenzgerichte wegen der Berücksichtigung eines kleinen Kreises von Verwaltern pro Insolvenzgericht als „Closed Shop“-Verfahren kritisiert. Durch Beschluss des Bundesverwaltungsgerichts vom 3. August 2004 – 1 BvR 135/00 – wurden daher transparente Vorauswahllisten gefordert.
Dieser Forderung sind die Insolvenzgerichte nachgekommen, indem sie als Voraussetzung für die Aufnahme in die Vorauswahllisten Fragebögen erarbeitet und zur Grundlage gemacht haben. Aus der Praxis kam jedoch die Kritik, dass hierbei zu wenig qualitative Merkmale abgefragt wurden. Veröffentlicht wurden die Ergebnisse zudem nicht, sodass nun auch die Handhabung der Listen und die darauf aufbauenden Bestellentscheidungen als intransparent kritisiert wurden. Zusätzlich wurden vom Verband der Richter und Rechtspfleger – BAKInsO- einzelne Handlungsempfehlungen herausgegeben, die als Einzelkriterien ordnungsgemäßer Insolvenzverwaltung dienen sollten. Wegen der unzureichenden Herausstellung objektiver Bestellkriterien aufgrund der Listung durch einfache Fragebögen haben Insolvenzgerichte, federführend Hamburg und Hannover, Kennzahlenmodelle erarbeitet und die von ihnen bestellten Verwalter anhand der ermittelten Kennzahlen bewertet – Entschließung Bundesarbeitskreis Insolvenzgerichte e. V. – BAKInsO – 21. November 2008. Aber auch die Bestellentscheidungen auf Grundlage der Kennzahlen wurden verwalterseitig kritisiert, da die Erhebungsgrundlagen nicht veröffentlicht wurden, und hierdurch das Ausgangsmaterial für Mitbewerber nicht überprüfbar war und zudem die statistische Aussagekraft aufgrund der quantitativ unbekannten Erhebungsgrundlage angezweifelt wurde.
Von Seiten der professionellen Insolvenzverwalter erfolgte parallel zu den Maßnahmen aus der Richterschaft eine Qualitätsoffensive mit der verpflichtenden Vorhaltung von Qualitätsmanagementsystemen für die Mitglieder führender Verbände professioneller Insolvenzverwalter wie des Verbands Insolvenzverwalter und Sachwalter Deutschlands (VID) oder des Gravenbrucher Kreises.
Diese Initiative wurde durch den Verband der Insolvenzrichter und Rechtspfleger – BAKInsO – zur Kenntnis genommen, doch zutreffend als nicht ausreichend gewertet, da in Qualitätsmanagementsystemen lediglich individuelle Vorgaben für Verfahrensabläufe dokumentiert würden.
Die Verwalterverbände folgten der Aufforderung der Bundesministerin der Justiz, Brigitte Zypries, MdB beim 3. Deutschen Insolvenzrechtstag am 30. März 2006 in Berlin. Sie appellierte dort an die Selbstorganisation der Insolvenzverwalterverbände und Anforderungsprofile, die von den Insolvenzverwaltern selbst erarbeitet würden. Diese wurden als flexibler und besser geeignet bezeichnet, um den Bedürfnissen der Praxis gerecht zu werden, als dass staatliche Vorgaben dies erreichen könnten.
- GOI des Verbands Insolvenzverwalter und Sachwalter Deutschlands (VID): Seit Mai 2010 erstellt der VID die Grundsätze ordnungsgemäßer Insolvenz- und Eigenverwaltung (GOI). Dieser Kriterienkatalog ist so konzipiert, dass damit ein Mindeststandard für professionelle Insolvenzverwaltung definiert wird. Der VID fordert, dass dieser Standard, testiert durch eine akkreditierte Zertifizierungsgesellschaft auf der Grundlage einer vorgegebenen Prüfungsordnung zur Mindestvoraussetzung für die Annahme der Eignung für das Amt des Insolvenzverwalters wird und so normativen Charakter erhält. Die GOI sind für alle Mitglieder des VID verbindlich. Damit will der VID Maßstäbe für eine unabhängige, transparente und qualitativ anspruchsvolle Insolvenzverwaltung gewährleisten. Dieser Standard hat seit seiner Verabschiedung und Veröffentlichung am 14. Mai 2011 allgemein Anerkennung gefunden und wird auch von Seiten BAKInsO hervorgehoben. Eine aktualisierte Anpassung erfolgte zuletzt 2016.[1]

- InsO Excellence: Der Gravenbrucher Kreis hat 2010 mit dem Zertifikat InsO Excellence einen Katalog von 223 Kriterien erarbeitet und dessen testierten Nachweis für seine Mitglieder als verpflichtend erklärt. Seit Dezember 2018 können auch Insolvenzverwalter, die nicht Mitglied im Gravenbrucher Kreis sind, das Zertifikat InsO Excellence erlangen.

In der sehr beachteten Bestellentscheidung des vorläufigen Insolvenzverwalters im Insolvenzantragsverfahren über das Vermögen der Sietas–Werft Hamburg ist der zuständige Insolvenzrichter unter Außerachtlassung der beim Insolvenzgericht Hamburg gelisteten Verwalter, und unter Außerachtlassung der Hinterfragung von Verfahrenskennzahlen den Empfehlungen der Gläubiger mit dem Hinweis gefolgt, dass die Eignung unter anderem durch die Mitgliedschaft des Verwalters im VID, und damit der Selbstverpflichtung hinsichtlich der GOI, angenommen werden darf.
In ab dem 1. Januar 2013 eröffneten Verfahren sind die Standardkontenrahmen InsO SKR 04 oder InsO SKR 03 zu verwenden.